# بوزوو
بوزوو (به لهستانی:  Bodzewo) یک روستا در لهستان است که در گمینا پیاسکی (استان لهستان بزرگ‌تر) واقع شده‌است.